# Йора (язык)
Йора (Manu Park Panoan, Nahua, Parquenahua, Yora, Yoranahua, Yura) — находящийся под угрозой исчезновения индейский язык, на котором говорит народ с одноимённым названием, проживающий на реках Верхняя Ману, Нижняя Кашпахали и Панагуа национального парка Ману региона Мадре-де-Дьос; в деревне Серхали на реке Мишагуа; в деревне Сепауа на реке Урубамба региона Укаяли в Перу. Также йора похож на языки шаранауа и яминауа. Согласно статье 48 Конституции 1993 года, язык йора признан национальным языком в этих регионах.